# Kent (Ohio)
Kent – miasto w Stanach Zjednoczonych, w północno-wschodniej części stanu Ohio hrabstwie Portage. Siedziba Kent State University. 

## Ludność
W 2000 r. w mieście mieszkało 27 906 osób. 86,07 z nich było rasy białej. Na 100 kobiet przypadało 84,6 mężczyzn. Przeciętny wiek wynosił 23 lata. 

## Historia
W 1970 r. czworo studentów zginęło w czasie demonstracji na uniwersytecie.